# Winston Duke
Winston Duke (Tobago; 15 de novembre de 1986) és un actor trinitenc-ruandès de cinema i televisió, més conegut per les seves actuacions en cintes com Us (2019) del director Jordan Peele, i mundialment conegut per interpretar a l'Home Bufó a Black Panther, Avengers: Infinity War: (2018) i a Avengers: Endgame (2019).

## Primers anys.
Duke va néixer a l'illa de Tobago, Trinitat i Tobago, i es va mudar als Estats Units amb la seva mare, Cora Pantin, i la seva germana quan tenia nou anys. Va estudiar i es va graduar del Brighton Institute de Rochester, Nova York, en 2004.

## Carrera
Duke va començar a actuar en produccions de teatre per a les companyies Portland Stage Company i Yale Repertory Theatre abans de participar en la sèrie televisiva Person of Interest. A Yale, va entaular amistat amb Lupita Nyong'o, amb qui més tard compartiria elenc en la pel·lícula Black Panther. Winston va tornar al seu natal Trinitat i Tobago en 2012 per a la producció de teatre d'Un eco a l'os, que va protagonitzar al costat de l'actriu Taromi Lourdes Joseph, sent dirigit per Timmia Hearn Feldman.
Duke ha participat en pel·lícules de l'Univers Cinematogràfic de Marvel interpretant el personatge de Black Panther M'Baku.

## Filmografia

### Cinema
| Any  | Títol                          | Rol         | Notes                                                         |
| ---- | ------------------------------ | ----------- | ------------------------------------------------------------- |
| 2018 | Black Panther                  | M'Baku      | Nominat als MTV Movie &amp; TV Awards 2018 per millor baralla |
| 2018 | Avengers: Infinity War         | M'Baku      |                                                               |
| 2019 | Nosotros                       | Gabe Wilson | Personatge secundari                                          |
| 2019 | Avengers: Endgame              | M'Baku      | Personatge secundari                                          |
| 2020 | Nine Days                      | Will        |                                                               |
| 2020 | Spenser Confidential           | Hawk        |                                                               |
| 2022 | Black Panther: Wakanda Forever | M'Baku      |                                                               |
| 2024 | The Fall Guy                   | TBA         |                                                               |

### Televisió
| Any       | Títol                             | Rol            | Notes        |
| --------- | --------------------------------- | -------------- | ------------ |
| 2014      | Law & Order: Special Victims Unit | Cedric Jones   | Episodi únic |
| 2014–2015 | Person of Interest                | Dominic / Mini | 7 episodis   |
| 2015      | The Messengers                    | Zahir Zakaria  | 3 episodis   |
| 2015      | Major Crimes                      | Curtis Turner  | Recurrent    |
| 2016      | Modern Family                     | Dwight         | 3 episodis   |